# Ужаленные (фильм, 2015)
«Ужаленные» (англ. Stung) — фильм ужасов с элементами научной фантастики и чёрной комедии, снятый немецким режиссёром Беньямином Дицем по сценарию Адама Арести.

## Сюжет
Пол — разнорабочий и бармен, работающий на Джулию, которая является владелицей компании, устраивающей праздники. Они едут в семейное поместье Перч, чтобы устроить праздник для местных богачей. По приезде они начинают подготовку, а Пол знакомится с Сидни Перчем — нервным и подконтрольным своей матери мужчиной, с Ларри — музыкантом, с самой миссис Перч и кухаркой Флорой. При этом, Полу нравится Джулия и он не оставляет попыток понравиться ей, впрочем, с переменным успехом.
Наступает вечер, и на праздник съезжаются обеспеченные люди, в том числе мэр города по имени Карутерс. Однако на празднике начинают появляться странные осы: одну из них Пол убивает подносом, однако другая оса жалит Сидни в плечо, а ещё одна жалит одного из гостей — мистера Маркхэма и тот начинает биться в конвульсиях. Пол хочет оказать помощь, но тут, из ямки в земле начинает вылетать огромное количество ос. Начинается паника и осы жалят гостей, в том числе Гвинет и дока Уитни, из тел ужаленных почти мгновенно начинают вылезать огромные осы-мутанты. Пол падает на землю, уронив при этом ключи от машины, но затем, вместе с Джулией убегает и прячется в особняке. Там же оказываются Сидни со своей матерью, Флора и мэр Карутерс. Они пытаются выяснить, что только что произошло, и миссис Перч упоминает распыление каких-то инсектицидов на поля. В этот момент в окно стучится Ларри и просит его впустить, но Сидни не разрешает это сделать, думая, что того уже ужалили. Из-за их промедления, Ларри убивают огромные осы. Тут они слышат крик с кухни: оказывается, что миссис Перч уже мутировала и ранила Флору. Кухарку они вытаскивают, а миссис Перч изнутри разрывает оса. Флору приходится бросить, так как из неё тоже уже начинает вылезать огромная оса. Оса, вылезшая из миссис Перч, рыком призывает остальных насекомых и те начинают пробираться в дом, а потому, Пол, Сидни, Джулия и Карутерс укрываются в подвале.
Там они пьют вино и разговаривают, а в это время, Сидни замечает что-то странное в месте укуса. Когда Карутерс спрашивает, откуда эти осы могли появиться, Сидни указывает на бочки с надписью «Триоксин» и говорит, что он смешал различные химикаты, создав новый инсектицид, из-за которого и появились мутировавшие насекомые. Пол решает найти ключи от машины и выходит через окно на поиски. Там на него нападает мутировавшая от укуса, собака миссис Перч, но Пол отбивается от неё ножом для колки льда. В это время из плеча Сидни, куда его ужалили, вылезает небольшая оса-паразит. Прибывший обратно с ключами Пол, вместе с Карутерсом оглушают Сидни и втроём они убегают из подвала, куда ломятся осы. Поднявшись наверх, они обнаруживают, что осы уже начали превращать дом в своё гнездо. Внезапно Карутерса хватает оса и ранит его, но он взрывает её и себя при помощи огнетушителя, давая Джулии и Полу возможность сбежать. Они баррикадируются в одной из комнат, но туда прорывается оса и Джулия убивает её стулом. Осы начинают прорываться сквозь потолок и они сбегают на улицу. Там Пола насаживает на жало одна из ос, но Джулия атакует её ножом для льда, оса отбрасывает её в сторону, а Пола, вместе с оставшимся в плече жалом, оса относит в особняк-гнездо. Очнувшись, Пол видит королеву ос и Сидни, которого полностью контролирует оса-паразит в его плече. Сидни хочет, чтобы в Пола залезла личинка осы и пытается заставить его открыть рот. В этот момент пришедшая на помощь Джулия, убивает Сидни кусторезом и освобождает Пола. Они используют личинку как приманку и взрывают поместье при помощи множества баночек с газом для горелки. После, Джулия и Пол покидают поместье, но на них нападает горящая оса, что приводит к аварии.
Очнувшись, Пол видит, что они раздавили осу об дерево, а к ним подъезжают машины скорой помощи, пожарных и полиции. Пола и Джулию сажают в скорую помощь, где они тут же начинают целоваться. Но в этот момент на одного из полицейских падает голова коровы, убивая его. Джулия и Пол смотрят наверх, и видят, как стая мутировавших коров-ос летит по небу, начиная пикировать в их сторону.

## В ролях
| Актёр                | Роль           |
| -------------------- | -------------- |
| Мэттью О’Лири        | Пол            |
| Джессика Кук         | Джулия         |
| Лэнс Хенриксен       | мэр Карутерс   |
| Клиффтон Коллинз мл. | Сидни Перч     |
| Сесилия Пилладо      | Флора          |
| Ив Слатнер           | миссис Перч    |
| Даниэль Риззо        | Ларри          |
| Флорентина Ламе      | Гвинет         |
| Кэтлин Рениш         | миссис Маркхэм |
| Тони де Мейер        | док Уитни      |
| Дэвид Мастерсон      | мистер Маркхэм |
| Лара-Софи Милагро    | полицейский    |
| Беньямин Диц         | пожарный       |

## История создания

### Вдохновения и сценарий
По словам режиссёра Беньямина Дица, на него повлияли такие культовые фильмы как «Челюсти» и «Чужой», а также отметил, что в фильме есть атмосфера старых и чёрно-белых фильмов про огромных насекомых, например, фильма «Они!» 1954 года, повествующего о нападении огромных муравьёв. Именно это привлекло его к сценарию Адама Арести, который тот написал под впечатлением от нападения на него осы.
Беньямин Диц также отметил, что решил сделать свой фильм с элементами комедии, ссылаясь на такие фильмы как «Дрожь земли», «Гремлины» и «Слизняк», где также присутствовал комедийный элемент.

### Начало создания
Менеджер Дица прислал ему сценарий Арести в начале 2012 года и тот ему очень понравился. По словам Дица «сценарий затронул его где-то на глубоких уровнях», так как в детстве он посмотрел «Чужого» и «возможно, немного повредился в мозгу из-за этого». После звонка Арести, Диц обнаружил, что у них сходятся вкусы в кино и юморе, после чего проект был запущен в работу.
В том же 2012 году, Диц снял короткий 90-секундный ролик для будущего фильма, чтобы убедить продюсеров профинансировать его проект. Это, а также тот факт, что друг Дица работал в продюсерской компании, привели к совместному немецко-американскому финансированию. Также с финансированием помог тот факт, что Диц имел диплом по визуальным эффектам и анимации Баден-Вюртембергской киноакадемии, а также опыт в области эффектов.

### Поиск актёров
У фильма не было кастинг-директора, а потому поиск актёров для такого неизвестного фильма занял много времени. По словам Дица, идея пригласить Лэнса Хенриксена на роль мэра Карутерса была совершенно спонтанной и предложенной продюсерам как шутка. Однако потом, во время отдыха с друзьями в Кёльнее, Дицу позвонил продюсер Бенджамин Мунц и сказал, что Хенриксен будет учавстовать в фильме. По признанию Хенриксена, он согласился на съёмки, потому что «любит юмор» и хотел сыграть политика-неудачника, потому что «всю жизнь слушал политиков, их чушь и манипуляции с притворством».
И Лэнс Хенриксен и Клиффтон-Коллинз во многом сами создали своих персонажей, добавив им юмора и реалистичности. Как позже сказал Диц, несмотря на то, что это был его первый опыт в области полнометражного кино и в области работы с опытными актёрами, и это было довольно-таки сложно, но по итогу оказалось потрясающим опытом.

## Съёмки

### Операторская работа и место съёмок
Фильм снимался на две камеры «Arri Alexa» с анаморфными объективами «Hawke». Диц и оператор Стефан Бурчардт настаивали на качественных объективах, чтобы добиться красивого и кинематографичного вида. Некоторые сцены снимались на зелёном фоне при помощи камеры «Red». Сами съёмки проходили в Бранденбурге, в течение 24 дней, с середины октября по середину ноября 2013 года, с очень короткими перерывами из-за договорных обязательств.

### Компьютерная графика и дизайн
Диц также принимал участие в создании визуальных эффектов, однако он пытался, чтобы в фильме было больше практических эффектов, а не компьютерных, но по итогу получилось наоборот, из-за малого времени, отведённого на съёмки.
Диц поручил своей команде по спецэффектам создать дизайн ос на основе тарантуловой осы, так как по его словам «эта оса очень худая, имела сильные ноги и крылья, а также была в основном чёрного цвета — она уже выглядела как своего рода инопланетянин». Тарантуловая оса откладывает яйца в тарантулов «как в „Чужом“», говорил Диц.
Первоначальный дизайн ос был расширен, чтобы придать им больше эмоциональности, характера и экспрессии.

## Приём
На сайте «Metacritic» фильм имеет оценку в 46 баллов из 100, на основе девяти рецензий критиков, что указывает на «смешанные или средние отзывы». На сайте «Rotten Tomatoes» фильм имеет оценку 60 %. На сайте «IMDb» фильм имеет оценку в 5,1 балл из 10.
Хизер Уиксон в своей статье для «Daily Dead» оценила фильм на 3,5 балла из 5, похвалив спецэффекты, забавные убийства, а также сценарий Адама Арести с идеальным балансом ужаса и юмора.
Мейтленд Макдонах, в статье для «Film Journal International», заметил, что фильм в большей части опирался на практические эффекты, чем на компьютерные, однако назвал фильм «шаблонным, но добродушным возвратом к старым фильмам о насекомых, который точно привлечёт поклонников жанра».
Антон Бител из «Projected Figures» оценил персонажей, которых он назвал харизматичными, но раскритиковал сценарий и графику, которая была по его мнению низкокачественной.
Саймон Абрамс с сайта «RogertEbert.com» оценил фильм на 1 звезду из 4, назвав его худшим из всех эксплуатационных фильмов 21 века и раскритиковав главного героя.
Джо Ноймайер из «New York Daily News» оценил фильм на 1 балл из 5, так как по его мнению, в фильме не хватает веселья.